# 鄭拉爾
鄭拉爾（韓語：정라엘，1998年11月17日—），韓國女演員。原以本名鄭善慶活動，2020年起改以藝名重新出發。

## 演出作品

### 劇集
| 年份 | 播放平台   | 劇名             | 角色   | 備註 |
| 2020 | CheezeFilm | 《反轉少女》     | 先景   | 主演 |
| 2020 | tvN        | 《Oh My Baby》   | 李素胤 | 配角 |
| 2022 | Disney+    | 《第六感之吻》   | 劉PD   | 配角 |
| 2023 | SBS        | 《7人的逃脫》    | 方茶美 | 配角 |
| 2024 | SBS        | 《7人的復活》    | 方茶美 | 配角 |
| 2024 | tvN        | 《正年》         | 徐馥實 | 配角 |
| 2025 | TVING      | 《我死的一週前》 | 方智秀 | 客串 |

### 電影
| 年份 | 片名                     | 角色         | 性質 | 備註   |
| 2022 | 《魔女二部曲：另一個她》 | 土偶         | 配角 | [ 10 ] |
| 2023 | 《貴公子》               | 韓佳英       | 配角 | [ 11 ] |
| 2023 | 《鬼媽媽的假期》         | 麥當勞兼職生 | 配角 | [ 12 ] |

## 外部連結
- 官方网站
- 鄭拉爾的Instagram帳戶
- 鄭拉爾在NAVER上的资料
- 鄭拉爾在Daum上的资料
- 鄭拉爾在韩国电影数据库（KMDb）上的資料（韓語）
- 鄭拉爾在互联网电影资料库（IMDb）上的資料（英文）
- 鄭拉爾在HanCinema的頁面（英文）